# ISO/CEI 27799
L'ISO/CEI 27799 est une norme internationale concernant la sécurité de l'information. Elle a été publiée conjointement en 2008, puis révisée en 2016, par l'organisation internationale de normalisation (ISO) et la Commission Électrotechnique Internationale (CEI). Son titre en français est Informatique de santé — Management de la sécurité de l'information relative à la santé en utilisant l'ISO/IEC 27002. Elle fait partie de la série ISO/CEI 27000 et ne fait pas l'objet d'une certification.

## Description
L'ISO/CEI 27799 fournit des directives permettant d'interpréter et de mettre en œuvre les mesures de sécurité de l'ISO/CEI 27002 dans le domaine de l'informatique de la santé. La mise en conformité avec l'ISO/CEI 27799 permet aux établissements de santé d'assurer le niveau minimal requis de sécurité approprié aux conditions de leur organisme et de protéger la confidentialité, l'intégrité et la disponibilité des informations personnelles de santé dans leurs activités de soins.
L'ISO/CEI 27799 s'applique à tous les aspects des informations de santé, quel que soit leur forme, le support utilisé pour les stocker, ou les moyens utilisés pour les transmettre. Elle s'adresse aux organismes de tous types et de toutes tailles qui fournissent des soins de santé ou qui sont les dépositaires des informations de santé personnelles pour d'autres raisons.
Il faut connaitre l'ISO/CEI 27002 pouvoir utiliser l'ISO/CEI 27799, la norme ne peut pas être utilisée en autonomie.

## Structure de la norme
Le document de l'ISO/CEI 27799 contient 18 chapitres:
- Chapitre 1: Domaine d'application
- Chapitre 2: Références normatives
- Chapitre 3: Termes et définitions
- Chapitre 4: Structure de la présente Norme internationale
- Chapitre 5: Politiques de sécurité de l’information
- Chapitre 6: Organisation de la sécurité de l’information
- Chapitre 7: La sécurité des ressources humaines
- Chapitre 8: Gestion des actifs
- Chapitre 9: Contrôle d’accès
- Chapitre 10: Cryptographie
- Chapitre 11: Sécurité physique et environnementale
- Chapitre 12: Sécurité liée à l’exploitation
- Chapitre 13: Sécurité des communications
- Chapitre 14: Acquisition, développement et maintenance des systèmes d’information
- Chapitre 15: Relations avec les fournisseurs
- Chapitre 16: Gestion des incidents liés à la sécurité de l’information
- Chapitre 17: Aspects de la sécurité de l’information dans la gestion de la continuité de l’activité
- Chapitre 18: Conformité

Ainsi que 3 annexes:
- Annexe A: Menaces pesant sur la sécurité des informations de santé
- Annexe B: Plan d’action pratique pour la mise en œuvre de l’ISO/IEC 27002 dans le domaine de la santé
- Annexe C: Lise de vérification de la conformité à l’ISO 27799

Les chapitres 5 à 18 correspondent à la structure de l'ISO/CEI 27002:2013 et aux 14 domaines dans lesquels sont répartis les mesures de sécurité.